# Асихара-карате
Асихара-карате (яп. 芦原 асихара) (вариант: Ашихара-каратэ) — контактный стиль карате, основанный кантё Хидэюки Асихарой в 1980 году, развивавшийся под его руководством до его смерти в 1995. В данный момент стиль развивается под руководством его сына — Хидэнори Асихара. Официальное название его организации — New International Karate Organization (NIKO) (яп. 新国際空手道連盟芦原会館 син кокусай каратэ до: рэммэй асихара кайкан, Новый международный клуб ассоциации карате «Асихара»). Название было выбрано на основе аналогичной Кёкусиновской International Karate Organisation (IKO).

## Асихара-Каратэ

### Описание
Этот стиль частично основан на Кёкусинкай и техниках Дзюдо и Айкидо, которые изучал Хидэюки Асихара, а также на оригинальных техниках и приёмах, которые он сам разработал и преподавал своим ученикам. Стиль позиционируется как очень практичный и известен тяжёлыми тренировками, часто стиль называют «хитрое карате» и «полицейское карате», первое происходит из огромного внимания к уходам с линии атаки (в стиле основные уходы называются «четыре базовые позиции», символ асихара-карате как раз олицетворяет их) и контратаками, а последнее связано с преподаванием Асихарой в полицейской академии префектуры Эхиме и Высшей полицейской Академии Японии, выполняя обязанности Главного Инструктора.
Ядром техники этого стиля является принцип сабаки и четыре базовые позиции ухода. Наряду с техниками различных школ будо и будзюцу в различных сочетаниях этот принцип даёт занимающемуся сильное, быстрое оружие и внутреннюю собранность.

### Соревнования
Соревнования проводятся по правилам сходными с таковыми в различных подвидах Кёкусина: раунд длится три минуты, голыми руками, в голову разрешается бить только ногами. Различия: разрешается захват одной рукой (либо двумя, но с одной стороны тела) с обязательным последующим выполнением технических действий (удары, подсечки, броски); разрешается прихват за голову одной рукой; разрешается подхват ног с последующим выполнением техники (бросок, подсечка); спортсменам так же разрешается использовать щитки на ногах, что, вероятно, продиктовано высоким травматизмом из-за подсечек. Оценки вазари/иппон даются по тому же принципу, что и в Кёкусине, плюс вазари за правильный бросок с обязательными контролем упавшего соперника и обозначением добивания.
Все эти нюансы несколько меняют тактику и рисунок боя: больше разнообразных вариантов закончить поединок, а не «кто кого перебьёт», кроме того в боях заметно меньше высоких ударов ногами из-за риска пропустить подсечку под опорную ногу.
Кроме того в Ашихара-каратэ уже существует вариант соревнований со всем арсеналом ударов (в том числе руками в голову), но уже с защитными шлемами, что приблизило этот стиль к Кудо.
С недавних пор добавилась и возможность соревнований в дисциплине «ката». Требования здесь в основном схожи с таковыми в других стилях с подобной практикой: правильность выполнения элементов, равновесие, дыхание, концентрация, жёсткость, чёткое разделение элементов, максимально высокая скорость при соблюдении перечисленных пунктов.

### Тренировки
Методика тренировок включает в себя свойственное любому стилю каратэ многократное повторение основных движений в стойках. В дальнейшем это всё отрабатывается на снарядах и в парах. Иначе выглядит и перемещение в стойках (идо кэйко). Поскольку в стиле не используются традиционные ката, система идо выстроена так, что при отработке техники, по мере продвижения по поясам, спортсмены начинают с низких сложных стоек, а заканчивают классической боевой. Такой подход позволяет лучше стоять на ногах и даёт большую устойчивость к подсечкам.
Отдельной строкой стоят ката, разделённые на группы, существенно ускоряют процесс обучения. Если для подготовки спортсмена в любом виде спорта нужно потратить много времени и сил, то применительно к элементарным навыкам самозащиты ашихара имеет преимущество. Начальные ката содержат в себе простые связки, которые дают начальные представления о поведении потенциального противника, что упрощает процесс освоения элементарных навыков самозащиты.
Подготовка так же существенно завязана на физическую силу и выносливость, аналогичную в других подобных единоборствах.

## Система поясов

### Иерархия
Как и в любом другом виде карате, степени (пояса) делятся на ученические (q-кю) и мастерские (дан), которым соответствуют чёрные пояса. Ученические степени идут от 10-го наименьшего к 1-му наивысшему. Пояса объединены в пять групп, по два пояса в каждой группе. Пояса внутри группы имеют один цвет, но на пояс, соответствующий старшему кю нашивается поперечная полоска цвета более старшего пояса. Исключением являются белые пояса: пояс 10-го кю имеет одну голубую полоску, 9-го кю — две. Число данов ограничено четырьмя.
| 10 кю (белый с одной синей полоской) 9 кю (белый с двумя синими полосками) |  | чистота и незнание           |
| 8 кю (синий пояс) 7 кю (синий пояс с жёлтой полоской)                      |  | цвет неба при восходе солнца |
| 6 кю (жёлтый пояс) 5 кю (жёлтый пояс с зелёной полоской)                   |  | восход солнца                |
| 4 кю (зелёный пояс) 3 кю (зелёный пояс с коричневой полоской)              |  | распустившийся цветок        |
| 2 кю (коричневый пояс) 1 кю (коричневый пояс с чёрной полоской)            |  | зрелость                     |
| 1—4 дан (чёрный пояс, 1-4 золотых полосы)                                  |  | мудрость                     |

В NIKO хомбу строго относятся к уровню чёрных поясов. За годы развития ашихара-каратэ в России обладателями 4-го дана стали всего пятеро: (В. Куршин, В. Рыжков, В. Астанин, В. Хрепко, Ю.Деев (Виталий Астанин в конце июля 2020 получил ответ из Японии, в котором Дееву вручали 4 дан). В Японии, по свидетельству кантё, имеется шесть мастеров 4-го дана. Преждевременная смерть основателя стиля породила раскол в рядах NIKO, и часть мастеров основали свои или перешли в другие ассоциации.

### Аттестации на пояса
Для получения очередного пояса, как и во всех стилях карате, необходимо сдать экзамен, включающий в себя кихон (базовая техника), идо кэйко (перемещения в различных стойках на 3-5-7 шагов), ката, демонстрацию ударов по снарядам, тамешивари (разбивание предметов — для сдающих на даны) и кумитэ (спарринги). Экзамен сдаётся всеми претендентами на следующие пояса вместе. По ходу экзамена, отработавшие на свой пояс отходят в сторону, и так до чёрных поясов (или до уровня, на который принимает тот или иной бранч). Спарринги проводятся в самом конце. Сдавший экзамен получает соответствующий сертификат, делается соответствующая запись в будо-паспорте. Практика сдачи экзаменов на пояса в России установилась таким образом, что не нужно какое-то время (дни, недели) ждать результата, как в некоторых организациях киокушина, он объявляется сразу. Кандидата не соответствующего заявляемому уровню предпочтут просто не допустить до экзамена.

## Ката
Ашихара принципиально отличается от традиционного карате и от Кёкусина в катах. Ката не содержат традиционных стоек и движений (они остались только в идо-кэйко, как часть тренировочного процесса). Вместо этого, ката представляют собой комбинации-связки. Они выполняются по четырём сторонам, представляя собой в основном защиту-контратаку. При этом важен акцент в каждом движении, а так же скорость исполнения. Ката разделены на пять групп:
Сёсин но ката ити, ни, сан. Ката для начинающих.
Кихон но ката ити, ни сан. Ката базовой техники.
Нагэ но ката ити, ни, сан, ён. Бросковые ката.
Кумитэ но ката ити, ни, сан, ён, го. Спарринговые ката.
Дзиссен но ката ити, ни. Ката реального боя.
По замыслу Хидеюки Асихары, в каждой группе должно было быть по пять ката, однако его ранняя смерть не дала реализовать идеи. Нагэ но ката ён создана уже его сыном — Хиденори. Специфика развития стиля в разных странах по-разному решает эту проблему. Так в России, где изначально существовало только европейское направление Дэвида Кука Ashihara International (позже ставшее системой Тсу Шин Ген), используются ката оттуда — госин но ката (ката самообороны).
Важное требование: ката в ашихара-каратэ отрабатываются не только по воздуху, но и в парах. Это было главное требование к катам и Хидеюки Асихары — ката должны быть живыми, применимыми в бою.

## Ашихара-каратэ в России

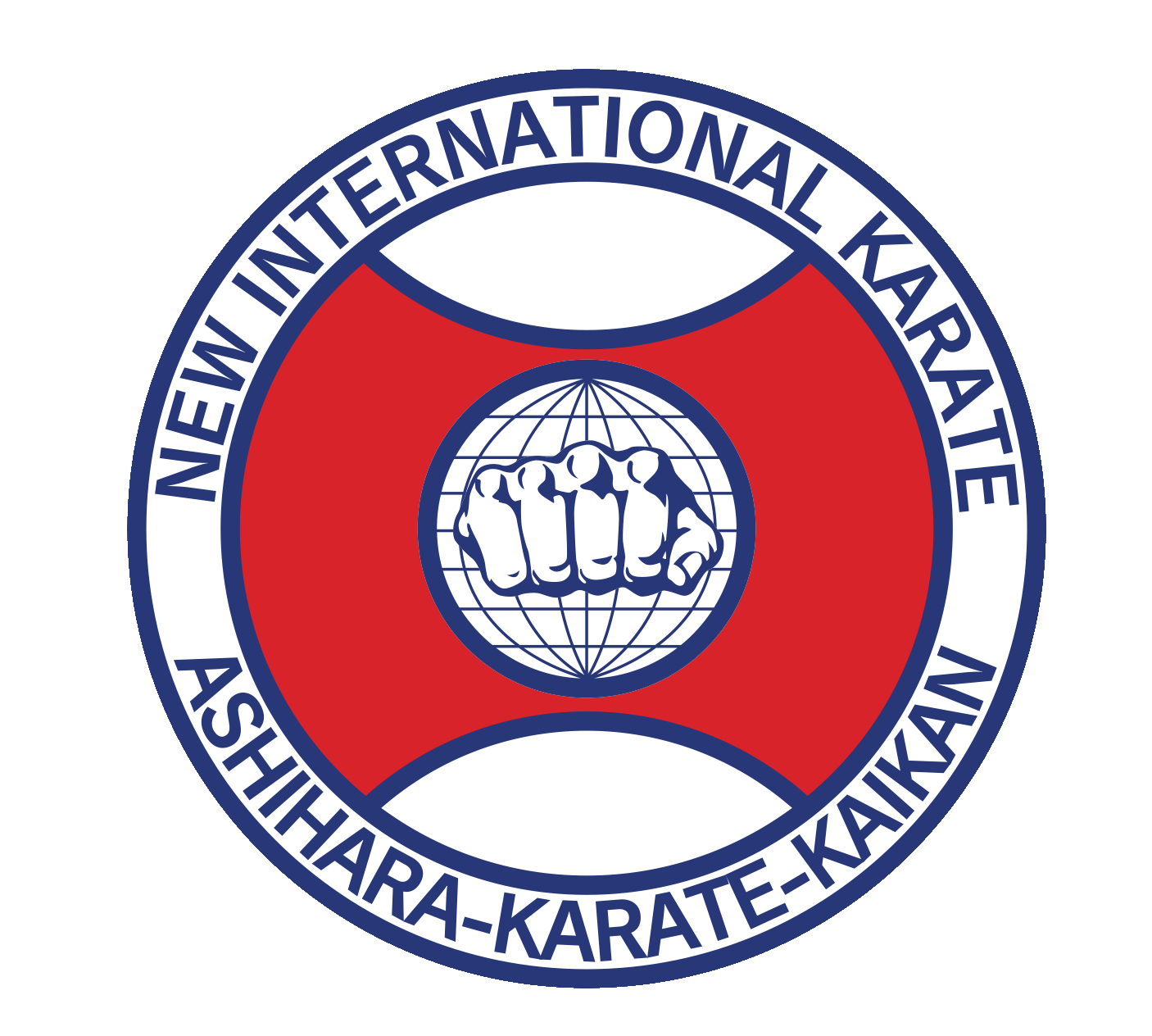
Официальный логотип NIKO

Как и в случае с Кёкусином, название попало в бывший СССР через запад, где оно записывалось как Ashihara, поэтому сочетание букв «sh» читали по правилам английского языка, используя звук «ш». По правилам японской же транскрипции нужно произносить Асихара. Тем не менее, в настоящий момент повсеместно используется наименование «Ашихара», а в России руководящая организация официально называется Федерация Каратэ России Ашихара Кайкан (ФКР АК).

### Краткая хронология событий[3]
- 1990 год. Группа Геннадия Пушкова списывается с Хидеюки Ашихара, получает от него условия вступления в организацию и контакт европейского представителя Ашихара-карате Дэвида Кука[4].
- январь 1991 — показательные выступления Дэвида Кука на турнире по кикбоксингу в Иркутске, он также проводит два семинара — в Иркутске и в Москве
- лето 1991 — делегация СССР в составе Геннадия Пушкова Ирины Ефременко, Юрия Хохлова, Виктора Куршина и Андрея Пиганова посещает летний лагерь Ашихара-Карате в Дании
- октябрь 1991 — первый международный турнир Ашихара-карате в Москве
- декабрь 1991 — Виктор Куршин и Михаил Ткач создают Московский центр ашихара-карате (МЦАК). Дэвид Кук передает МЦАК полномочия по развитию Ашихара-карате в России.
- В феврале 1992 в Москве проходит первый в России экзамен на мастерские ступени.
- В 1992 году проходят первые официальные спортивные соревнования по ашихара-карате в России — . 1-й Чемпионат Москвы (8 февраля 1992 г.), 1-е Первенство Москвы (12 марта 1992 г.), 1-й Чемпионат России (май 1992 г.). В апреле сборная Россия впервые участвует в международных соревнованиях (Открытый турнир в Голландии). Летом 1992 года в Алуште, в Крыму, с участием Дэвида Кука проходит первый на территории бывшего СССР летний тренировочный лагерь по Ашихара-каратэ.
- Ирина Ефременко — становится первым бранч-чифом (сертификат № 93001 от июня 1993 г) и, вместе с Андреем Пигановым получает официальное разрешение на преподавание Ашихара-каратэ напосредственно от Хидэюки Ашихары, создав при этом федерацию Ашихара-каратэ Москвы.
- 27 марта 1993 г. в Москве состоялось 1-е Первенство России.
- Осенью 1993 на базе МЦАК, с тем же руководством, создается Восточно-Европейский клуб Ашихара-каратэ (ВЕКАК), которому переходят полномочия по развитию ашихара-карате в СНГ и России.
- В 1994 году Дэвид Кук преобразовывает ЕАКО (Европейская организация Ашихара-каратэ) в AIKO (Международная организация Ашихаракаратэ, или Ашихара Интернешнл), завуалированным образом сегрегируясь от прежней головной организации (NIKO).
- В октябре 1994 в Москве проходит международный турнир под эгидой AIKO. Сразу после турнира Дэвид Кук пытается отстранить от руководства Виктора Куршина и Михаила Ткача, но абсолютное большинство спортсменов его не поддерживает. ВЕКАК разрывает отношения с AIKO.
- В 1995 ВЕКАК кратковременно сотрудничает с турецким мастером Сердаром Эргуном как представителем NIKO в восточно-европейском регионе. После этого сотрудничество продолжается через организацию нового представителя NIKO в Европе — сихана Йенса Бъеррекаера.
- В 1995 году организация Михаила Ткача и Bиктора Куршина разделяются на два— «Московскую федерацию АшихараИнтернешнл» и ВЕКАК, возглавляемые соответственно Михаилом Ткачом и Виктором Куршиным.
- Летом 1997 проходит переаттестация российских чёрных поясов, аттестованных Д.Куком по требованиям NIKO.
- 24 сентября 1999 года. Виктор Куршин при поддержке большинства региональных представителей NIKO регистрирует «Всероссийскую федерацию Ашихара-каратэ»[5] и становится ее вице-президентом[6]. Президентом федерации избран Николай Сванидзе.
- 1999 год. Мария Монастырская, при поддержке ряда региональных представителей NIKO регистрирует «Федерацию каратэ России Ашихара-кайкан»[7].
- 2001 год. Ашихара-каратэ введено в государственную программу физического воспитания Государственным комитетом Российской Федерации по физической культуре, спорту и туризму[8].
- 2002 год. Первая официальная аккредитация спортивных организаций Ашихара-карате в структурах Росспорта.
- 2004 год. «Всероссийская федерация Ашихара-каратэ» официально закрыта. «Федерация каратэ России Ашихара-кайкан» стала единственной всероссийской федерацией Ашихара-каратэ.
- 2004 год. Начало регистрации вида спорта «Стилевое каратэ», куда Ашихара-каратэ должно было войти как одна из трех спортивных дисциплин. 11 марта 2004 года министром спорта подписывается приказ № 211, официально оформляющий процесс регистрации.
- 28 апреля 2006 года Минспорта Аттестат аккредитации № 000145. Вид спорта «Стилевое каратэ» появляется во Всероссийском реестре видов спорта под номером-кодом 0720001511Я.
- 2007. Президентом «Федерации каратэ России Ашихара-кайкан» избран Руслан Евгеньевич Горюхин[9].
- В 2010 году NIKO разрывает отношения с Бъеррекаером и его организацией.
- октябрь 2018. Президентом «Федерации каратэ России Ашихара-кайкан» избран Вячеслав Анатольевич Хрепко.

Президентом Федерации является Хрепко Вячеслав Анатольевич.